# Limido Comasco
Limido Comasco – miejscowość i gmina we Włoszech, w regionie Lombardia, w prowincji Como.
Według danych na rok 2004 gminę zamieszkiwało 2265 osób, 566,2 os./km².